# Bibertal
Bibertal er en kommune i Landkreis Günzburg i Regierungsbezirk Schwaben i den tyske delstat Bayern. Bibertal er en ret ny kommune, dannet i 1978, med administration i landsbyen Bühl.

## Geografi
Kommunens område omfatter dalene til floderne Biber, og Osterbach og Drill samt en del skov. Bibertal liggere i Region Donau-Iller.
Der er følgende landsbyer i kommunen: Anhofen, Bühl, Echlishausen, Ettlishofen, Großkissendorf, Kleinkissendorf, Schneckenhofen og Silheim.

## Weblinks
- Wikimedia Commons har flere filer relateret til Bibertal